# Аз-Зурфи, Аднан
Аднан Аз-Зурфи (род. 1 июля 1966 года)  — иракский государственный и политический деятель. Губернатор провинции Наджаф.

## Биография
В 1988 году пожизненно осуждён и содержался в тюрьме Абу-Грейб, от куда ему удалось бежать в 1991 году. В 2004-2005 годах был губернатором провинции Наджаф. В результате его готовности сотрудничать с иракским правительством и коалицией, он и его семья стали мишенью для нападений повстанцев и ополченцев. Его дядя был убит в апреле 2004 года, а его брат был похищен в Куфре 1 декабря 2005 года, непосредственно перед губернаторскими выборами 2009 года, в которых участвовал Зурфи.
Будучи членом племени Бани Хасан, аль-Зурфи получил степень по исламскому праву в колледже Альфик, Исламском юридическом колледже, в Наджафе.
Аднан аз-Зурфи являлся депутатом парламента. Президент Ирака Бархам Салех 17 марта 2020 года назначил его новым премьер-министром после того, как Мохаммад Аллави снял свою кандидатуру. Аз-Зурфи вышел из процесса формирования нового правительства 9 апреля 2020 года.